# Artagnan Pérez Méndez
Artagnan Pérez Méndez (Moca, 23 de noviembre de 1929 - Moca, 15 de noviembre de 2017) fue un abogado y docente dominicano.

## Biografía
Hijo de Ricardo Pérez Medina y Amantina Méndez, Pérez Méndez se licenció en derecho en la Universidad de Santo Domingo en 1956. En 1964, comenzó a impartir clases en la Universidad Católica Madre y Maestra de Santiago de los Caballeros durante 28 años.
En su carrera judicial, ocupó los cargos de Procurador Fiscal y Juez de Primera Instancia del Distrito Judicial de Espaillat desde 1962 hasta 1965. A partir de 1966, se dedicó al ejercicio profesional. Fue el defensor del banquero  Leonel Almonte y de Mario José Redondo Llenas, condenado por el asesinato del niño José Rafael Llenas Aybar. También trabajó en la comisión designada por el Poder Ejecutivo para la elaboración del anteproyecto del código penal para la República Dominicana.
También fue un asiduo articulista en distintos medios de comunicación como La Información, Listín Diario, El Siglo y Hoy. Igualmente, escribió una gran cantidad de obras de divulgación jurídica, cuentos, novelas y un biografía sobre la vida de Heriberto Pieter Bennet. Así mismo, coordinó el grupo literario Octavio Guzmán Carretero, del Ateneo Insular Dominicano de Moca.
Fue condecorado con la Orden al Mérito de Duarte, Sánchez y Mella.
Se casó el 1 de agosto de 1965 con Nelfa Ferreras y con el que tuvieron cinco hijos: Isolina y de Pablo José, Isabel, Rafael y Pedro José.
Pérez Méndez sufrió un infarto mientras se encontraba en Moca a los 87 años de edad.

## Obras
- Ese Moca desconocido
- El testamento de don Geraldo
- Más allá de lo posible
- Al cruzar el viaducto
- Procedimiento Civil, Código Penal Dominicano anotado, Sucesiones y Liberalidades